# Stegersbach
Stegersbach est une commune autrichienne du district de Güssing dans le Burgenland. Le nom hongrois de la commune est Szentelek, le nom croate Santalek, le nom romani Schtega.

## Géographie
La commune se trouve au sud du Burgenland dans la vallée de la Strem. Stegersbach est la seule localité de la commune.

## Histoire
Comme dans beaucoup d'endroits dans le Burgenland, des colons croates furent installés à Stegersbach au XVIe siècle.
Jusqu'à 1920/1921, la commune appartenait, comme l'ensemble du Burgenland, à la Hongrie.